# Nigo
Nigo (jap. ニゴー Nigō), urodzony jako Nagao Tomoaki (jap. 長尾 智明 Tomoaki Nagao; ur. 23 grudnia 1970 w Maebashi) – japoński projektant mody, DJ, producent muzyczny i przedsiębiorca. Twórca marki odzieżowej A Bathing Ape (Bape). Jest didżejem japońskiej grupy hip hopowej Teriyaki Boyz.

## Kariera
Nigo swoją przygodę z modą rozpoczął w małym sklepie gdzie sprzedawał T-shirty i bluzy marki Bape, które stały się bardzo popularne wśród lokalnych nastolatków. W 2002 roku Nigo wypuścił tenisówki Bapesta, które według prezentera BBC Jonathana Rossa stały się później „uosobieniem kolekcjonerskiego obuwia”. But przypomina wyglądem Nike Air Force 1. W 2005 roku Nigo nawiązał współpracę z Pharrellem Williamsem w celu stworzenia i wprowadzenia na rynek marek odzieżowych Billionaire Boys Club i Ice Cream. W 2014 roku Nigo został dyrektorem marki Uniqlo UT oraz jego nowej marki Human Made.
W 2020 roku Nigo nawiązał współpracę z marką Louis Vuitton.